# Касабиев, Арсен
Арсен Касабиев (осет. Кæсæбиты Арсен, груз. არსენ კასაბიევი, пол. Arsen Kasabijew; род. 15 ноября 1987, Цхинвали) — польский и грузинский тяжелоатлет, выступающий в полутяжёлом весе (до 94 кг). Осетин по национальности. Серебряный призёр Олимпийских игр 2008 года, чемпион Европы 2010 года.

## Биография
Арсен Касабиев родился и вырос в южно-осетинском городе Цхинвал. В возрасте 10 лет начал заниматься тяжёлой атлетикой, в конце 90-х годов стал выезжать для тренировок в Россию, а затем в Польшу, где жил его личный тренер. В 2002 году в возрасте 16 лет был впервые вызван в сборную Грузии.
В 2004 году вошёл в заявку грузинской делегации для участия в Олимпийских играх в Афинах, где в соревнованиях в полутяжёлом весе, по сумме попыток подняв 362,5 кг, занял 14-е место. В 2005 году стал победителем молодёжного чемпионата мира, за что президент Грузии Михаил Саакашвили наградил его Орденом Чести.
Во время Олимпийских игр 2008 года в Пекине, на которых Касабиев должен был представлять Грузию, начались бои в родной для него Южной Осетии, вследствие чего всё его внимание было сосредоточено не на спорте, а на войне. 19 августа он вышел на олимпийский помост и занял 4-е место. Из Пекина Касабиев вернулся в Варшаву, так как, имея лишь грузинский паспорт, не мог попасть к семье в Южную Осетию. 
После войны августа 2008 года спортсмен публично отказался выступать за Грузию и запросил польское гражданство, которое было ему даровано в декабре 2009 года. На чемпионате Европы 2010 года, выступая за Польшу, Касабиев в сумме двух упражнений набрал 392 кг (176 + 216) и завоевал золотую медаль соревнований.
Касабиев принял участие также на Олимпийских играх 2012 года, однако, показав в рывке результат 170 кг, вынужден был отказаться от продолжения борьбы в связи с травмой.
В 2016 году за употребление допинга были дисквалифицированы занявшие на турнире в Пекине 1-е и 3-е места казахстанец Илья Ильин и россиянин Хаджимурат Аккаев, вследствие чего Касабиев поднялся на вторую строчку. Серебряную медаль он получил в октябре 2017 года в Олимпийском комитете Грузии.
В апреле 2021 года на чемпионате Европы в Москве, в весовой категории до 109 кг, Арсен занял итоговое седьмое место с результатом 390 килограмм. В упражнении "толчок" он сумел завоевать малую серебряную медаль с результатом 220 кг.